# 11e armée régionale (Japon)
Pour les articles homonymes, voir 11e armée.
La 11e armée régionale (第11方面軍, Dai-jyūichi hōmen gun) est une composante de l'armée impériale japonaise basée à Sendai durant la Seconde Guerre mondiale.

## Histoire
La 11e armée régionale japonaise est formée le 6 février 1945 sous le contrôle direct du quartier-général impérial puis transféré sous le contrôle de la première armée générale le 8 avril 1945. Elle fait partie des efforts désespérés de l'empire du Japon d'empêcher les débarquements alliés à Honshū et est responsable de région de Tōhoku.
Elle est principalement composée de réservistes peu entraînés, d'étudiants conscrits, et de miliciens. De plus, les Japonais forment des corps combattants des citoyens patriotiques qui intègrent tous les hommes en bonne santé de 15  à   60 ans et les femmes de 17  à   40 ans. Les armes, l'entraînement, et les uniformes manquent globalement, certains hommes ne sont même armés qu'avec des mousquets à chargement par la bouche, des arcs longs, ou des lances de bambou. On attend cependant d'eux qu'ils fassent leur devoir jusqu'au bout.
La 11e armée régionale est démobilisée lors de la reddition du Japon le 15 août 1945 sans avoir combattu.

## Commandement

### Commandants
|   | Nom                       | De             | À            |
| - | ------------------------- | -------------- | ------------ |
| 1 | Général Teiichi Yoshimoto | 6 février 1945 | 7 août 1945  |
| 2 | Général Keisuke Fujie     | 7 août 1945    | 15 août 1945 |

### Chef d'état-major
|   | Nom                           | De             | À            |
| - | ----------------------------- | -------------- | ------------ |
| 1 | Major-général Masayoshi Ishii | 6 février 1945 | 7 août 1945  |
| 2 | Major-général Kazufumi Imai   | 7 août 1945    | 15 août 1945 |